# Xã Whitefield, Quận Marshall, Illinois
Xã Whitefield (tiếng Anh: Whitefield Township) là một xã thuộc quận Marshall, tiểu bang Illinois, Hoa Kỳ. Năm 2010, dân số của xã này là 302 người.